# Tengen (entreprise)
Pour les articles homonymes, voir Tengen.
Tengen, Inc. était une filiale créée par Atari Games dans le but de développer et éditer des jeux sur consoles et PC. Tengen est créé pour permettre à Atari Games de produire et commercialiser des jeux vidéo sur supports familiaux, car lors du rachat de Atari Games par Warner Communications, un accord empêchait l'entreprise d'utiliser la marque Atari sur le marché du jeu vidéo de salon. Tengen connait beaucoup de procès avec l’entreprise Nintendo à cause du piratage de sa puce 10NES et du non-respect du contrat liant les deux entreprises. Tengen a également édité certains jeux d'autres entreprises de l'arcade comme Sega, Namco et Toaplan. L'utilisation de la marque fut arrêté après le rachat d'Atari Games par Time Warner en 1993. Tengen est renommé Time Warner Interactive Inc. en 1994,,,,,,.

## Description
Depuis son lancement, Atari Games continue à fabriquer des jeux d'arcade et pour contourner l'interdiction de commercialiser des jeux sur support familiaux, Atari Games lance sa filiale Tengen, Inc., le 21 décembre 1987 (le tengen désigne le point central d'un goban, le plateau de jeu de go). Le 10 janvier Tengen obtient une licence de la part de Nintendo pour développer et commercialiser des jeux sur support Nintendo. À l'époque, ce dernier limitait les compagnies tierces à seulement cinq jeux vidéo par année, exigeait que chaque cartouche soit manufacturée par Nintendo-même et que les titres soient exclusifs à sa console pour une période de deux ans. À partir de 1988, l'entreprise vend des cartouches pour la Nintendo Entertainment System sous la marque Tengen.
En juin 1988, les premières cartouches autorisées pour NES sont présentées : Pac-Man, Gauntlet, et les R.B.I. Baseball, mais dès le mois de décembre Atari Games produit et commercialise des versions non autorisées de ces mêmes jeux. Tous les prochains jeux Tengen, dont une version de Tetris, ne seront pas autorisés par Nintendo.
Atari Games et Tengen ont connu un certain nombre de procès à la fin des années 1980, à cause de différends sur les droits d'auteurs de Tetris et de contournement de Tengen de la puce de verrouillage de Nintendo 10NES qui empêchait les jeux non accrédités par Nintendo, développés par des entreprises tierces de fonctionner sur la NES. Les démêlés juridiques d'Atari Games avec Nintendo ne doivent pas être confondus avec les problèmes juridiques de Atari Corp., qui a également connu des procès avec Nintendo à la fin des années 1980 et au début des années 1990.
En décembre 1988, Atari Games dépose une plainte contre Nintendo of America Inc. et demande 100 millions de dollars à Nintendo Co. Ltd, l'accusant de monopoliser le marché américain des cartouches de jeux vidéo pour NES. Dès le 5 janvier 1989, Nintendo attaque Atari Games pour rupture de contrat et met fin aux accords de licences entre les deux entreprises, bien que les jeux Tengen continuent à sortir sur NES. En février, Nintendo lance cinq procès notamment pour le contournement de sa puce 10NES. Atari Games passe un accord avec Atari Corp. pour porter 35 jeux d'arcade « Atari » sur Lynx. En mai 1989, Atari Corp. se joint à Atari Games sur une partie de la plainte.
En 1988, Atari Games achète les droits exclusifs mondiaux du jeu vidéo culte Tetris de Mirrorsoft. Mais finalement, Atari Games ne possèdera que les droits du secteur d'arcade de Tetris. Le 17 mai 1989, Tengen lance sa version NES de Tetris. Le 21 juin 1989, la cour américaine United States District Court californienne déboute Tengen et fait barrage au jeu, puis le 13 novembre 1989, considère que Nintendo possède les droits exclusifs sur le jeu pour la console.
En 1990, une filiale japonaise Tengen Ltd. est fondée et publie des jeux Tengen au Japon. Le 26 juin 1990, Atari Games (au nom de Time Warner) annonce qu'elle va racheter la totalité du capital représentant 43,8 % des parts détenues par Namco America. En échange, Namco reçoit en 1990, la propriété de la filiale Atari opérations appartenant à Atari Games, qui exploite plus de 40 salles d'arcade dans l'ouest et du sud des États-Unis. L'actionnaire majoritaire après l'opération sera Warner Communications (filiale de Time Warner Inc.), avec une part d'environ 79 % de la société. Au cours de l'année 1990, Tengen publie quelques jeux sur NES, TurboGrafx-16 et Genesis.
En mars 1991, un nouveau jugement oblige Atari Games à arrêter les ventes de cartouches NES et de les retirer de la vente. Mais en mai, le juge revient sur sa décision de mars en précisant d'attendre la décision de la cour d'appel. De son côté, Atari Games menace de fermer Tengen et de licencier les employés si le jugement est modifié.
Atari Games et Sega of America annoncent une alliance stratégique, la fabrication et commercialisation de plus de 40 produits logiciels pour systèmes de jeux vidéo Sega Master System, Genesis et Game Gear, aux États-Unis et en Europe, au cours des deux années suivantes. Les jeux seront développés sous la marque Tengen.
En avril 1992, Atari Games obtient une licence exclusive de distribution des jeux Domark Ltd. pour Tengen et les sorties de jeux comme James Bond 007: The Duel, MIG-29 Fighter Pilot, Prince of Persia, Super Space Invaders se suivent tout au long de l'été.
Le 10 septembre 1992, la cour d'appel conclut que la rétroingénierie de la puce Nintendo est une pratique légitime, mais précise que Atari Games a enfreint les droits d'auteurs détenus par Nintendo, comme initialement jugé le 27 mars dernier. En novembre, un jugement annule un vieux jugement empêchant Atari de protéger Breakout (jeu vidéo) et peut maintenant poursuivre Romstar pour plagiat, à cause de la distribution du jeu Taito Arkanoid.
En mai 1993, la cour de justice américaine confirme en faveur de Nintendo stipulant l'illégalité du piratage de la puce 10NES par Atari Games et confirmé par un jugement du 29 juillet de la cour de San Francisco. La série de procès entre Nintendo et Atari Games se conclut à l'amiable en 1994.
En janvier 1993, Time Warner (en 1989, Warner Communications fusionne avec Time Inc. formant Time Warner) achète une participation majoritaire dans Atari Games (78 %) et en fait une filiale de son groupe. Tengen sort plusieurs jeux sur consoles de jeux sous la marque Tengen jusqu'à la fin de l'année 1993. Tengen est renommé Time Warner Interactive Inc. le 30 juin 1994 (annonce faite le 11 juin). La marque Tengen est abandonnée et les jeux sont produits sous la nouvelle marque Time Warner Interactive,. Time Warner Interactive renomme la filiale japonaise Tengen Ltd en K.K. Time Warner Interactive.

## Liste de jeux (NES)
Autorisés et non-autorisés
- R.B.I. Baseball (Juin 1988[20])
- Gauntlet (Juillet 1988[21])
- Pac-Man (Octobre 1988[22])

Non-autorisés seulement
- Tetris (Mai 1989[23])
- Super Sprint (Juillet 1989[24])
- Rolling Thunder (Octobre 1989[25])
- Road Runner (Novembre 1989[26])
- After Burner (Decembre 1989[27])
- Alien Syndrome (Decembre 1989[27])
- Shinobi (Décembre 1989[27])
- Toobin' (Décembre 1989[27])

## Accessoires
Tengen a commercialisé plusieurs accessoires produits notamment par High Frequency.
| - Adaptateur secteur : Game Boy, Genesis, SNES, Game Gear ; - Manette de jeu pour Genesis, NES, SNES ; - Adaptateur allume-cigare pour Game Boy ; - Câble de chargeur pour Game Boy ; - R.F. Switch ; - Night Sight for Game Boy ; | - Manette de jeu High Frequency pour Genesis, NES, SNES ; - Magnifier High Frequency pour Game Gear ; - Night Sight High Frequency pour Game Boy ; - Adaptateur allume-cigare High Frequency pour Game Boy ; - Câble allume-cigare High Frequency pour Game Gear. |